# Реџајна Бич (Саскачеван)
Реџајна Бич (енгл. Regina Beach) је насељено место са административним статусом варошице у јужном делу канадске провинције Саскачеван. Варошица лежи на јужној обали језера Ласт Маунтин на око 60 км северозападно од административног центра провинције града Реџајне. 
Током летњих месеци захваљујући бројним туристима Реџајна Бич утростручи своју популацију. Насеље има властити јахт клуб још од 1913. године.

## Историја
Подручје око језера Ласт Маунтин интензивније је почело да се насељава током 80их година 19. века, док се почетком 20. века на месту данашњег насеља Реџајна Бич развио значајан купалишни центар. Туристички и привредни напредак насеље (па и цео крај) је доживео након што је 1912. железницом повезан са Реџајном на југу. Железница је била главно превозно средство све до 60их година када ју је заменио знатно бржи друмски саобраћај. Реџајна Бич је 1920. административно уређена као село, и већ тада је имала марину, хотеле и бројне викенд кућице. 
Све до 70их година прошлог века насеље је имало искључиво туристички карактер, тако да је током лета број становника често прелазио и неколико хиљада, док би зими у насељу остајало свега до 300 становника. У другој половини прошлог века захваљујући порасту броја становника Реџајна Бич 1980. добија административни статус варошице. 

## Демографија
Према резултатима пописа становништва из 2011. у варошици је живео 1.081 становник у укупно 970 домаћинстава, што је за 10,7% мање у односу на 1.210 житеља колико је регистровано 
приликом пописа 2006. године.
| 2006. | 2011. |
| ----- | ----- |
| 1.195 | 1.081 |